# Sector los Pajaritos
Sector los Pajaritos är en ort i Mexiko.   Den ligger i kommunen Tihuatlán och delstaten Veracruz, i den sydöstra delen av landet, 210 km nordost om huvudstaden Mexico City. Sector los Pajaritos ligger 83 meter över havet och antalet invånare är 106.
Terrängen runt Sector los Pajaritos är platt norrut, men söderut är den kuperad. Terrängen runt Sector los Pajaritos sluttar norrut. Runt Sector los Pajaritos är det mycket tätbefolkat, med 2 431 invånare per kvadratkilometer. Närmaste större samhälle är Poza Rica de Hidalgo, 3,1 km söder om Sector los Pajaritos. Omgivningarna runt Sector los Pajaritos är en mosaik av jordbruksmark och naturlig växtlighet.